# Deutsche Presse-Agentur

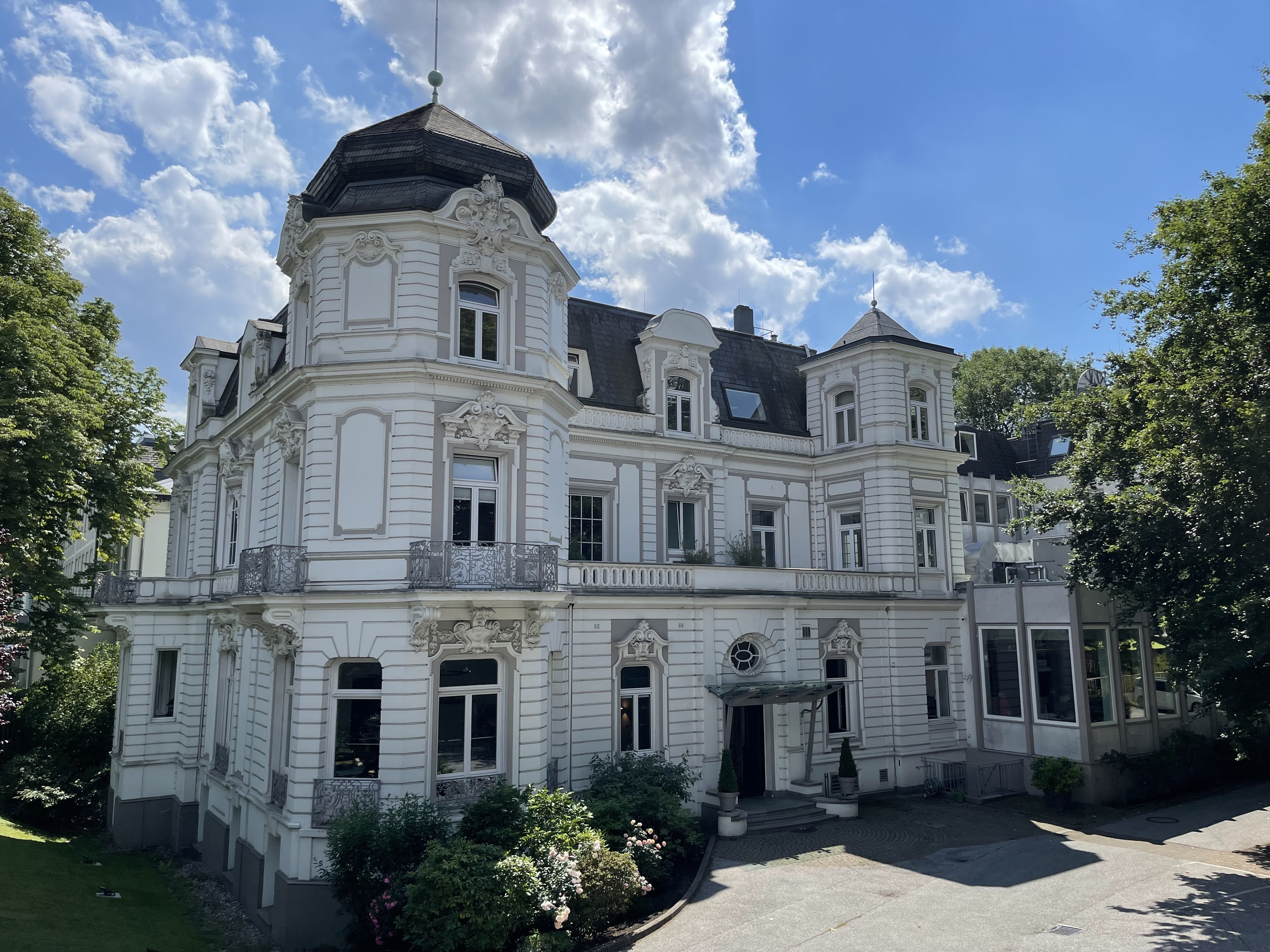
Hauptsitz der dpa am Hamburger Mittelweg (2022)

Die dpa Deutsche Presse-Agentur GmbH, kurz dpa, ist die größte Nachrichtenagentur Deutschlands. Sitz des Unternehmens ist Hamburg und die Zentralredaktion liegt in Berlin. Sie hat 83 Standorte im Ausland und unterhält in Deutschland zwölf Landesdienste mit den entsprechenden Büros. Die dpa hatte im Jahr 2023 einen Umsatz von 104 Millionen Euro und 716 Beschäftigte.
Der dpa-Basisdienst als wichtigstes Produkt ist der bedeutendste deutschsprachige Nachrichtendienst, dem dadurch eine bedeutende Funktion im Agenda Setting zukommt. Seit Jahrzehnten sind ihm praktisch alle deutschen Rundfunkanstalten und Tageszeitungen angeschlossen, diese können somit ohne eigene Korrespondenten und Redakteure über Geschehnisse in aller Welt berichten. Einzelne Regionalzeitungen bestellten vorübergehend die dpa-Dienste ab, so die Westdeutsche Allgemeine Zeitung als eine der größten 2009 bis Dezember 2012.

## Unternehmenszweck

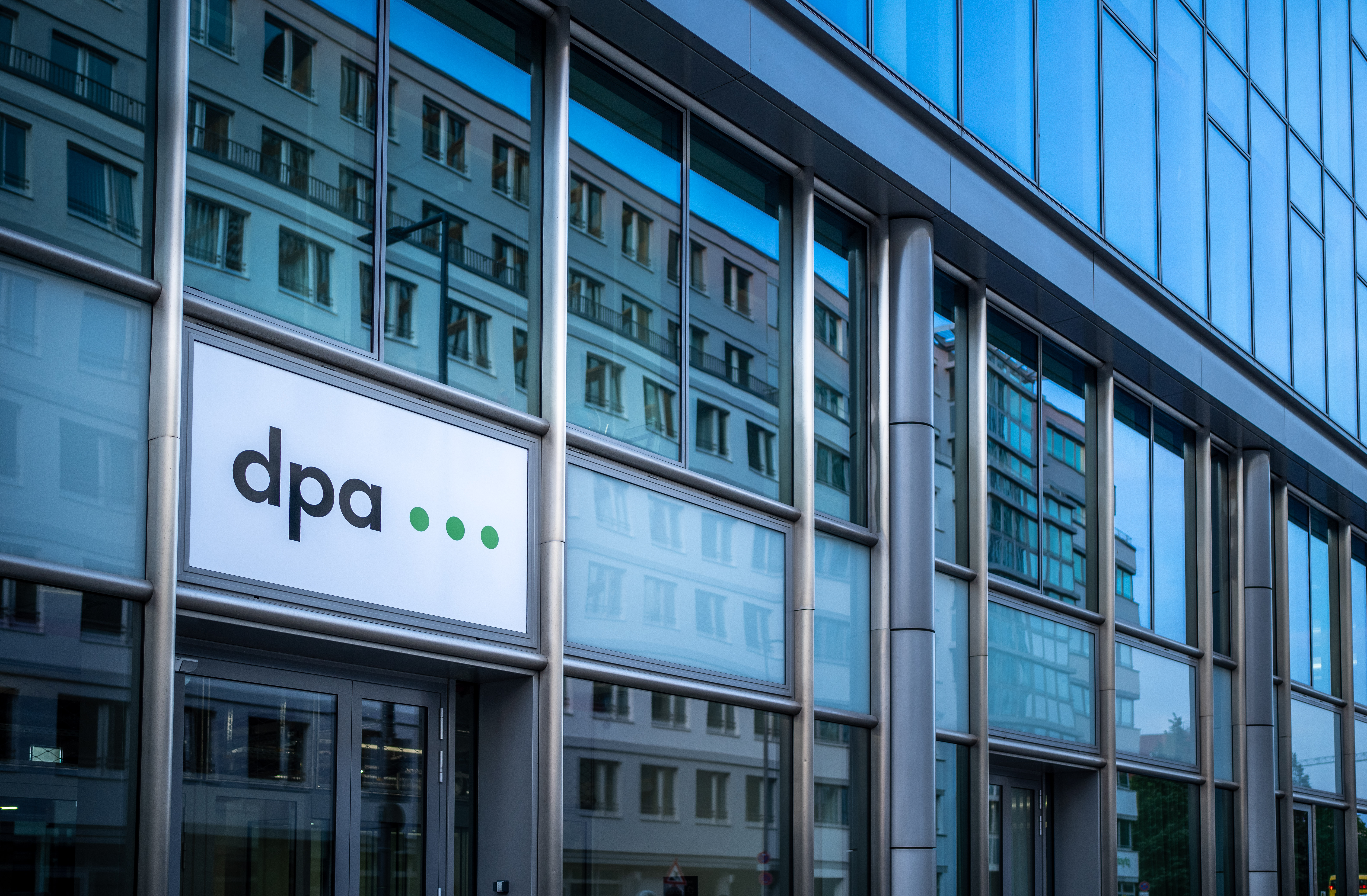
Die Zentralredaktion der dpa in der Berliner Rudi-Dutschke-Straße (2023)

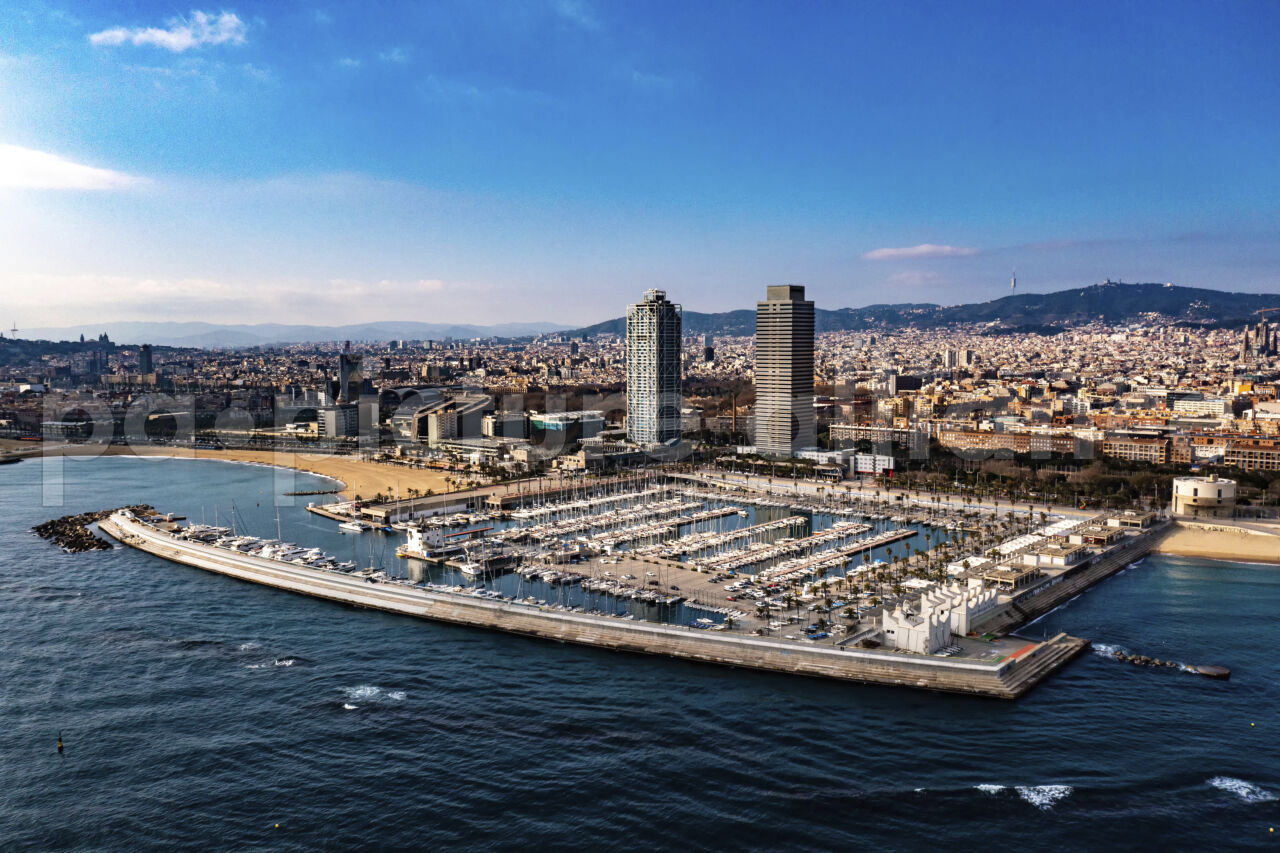
Die dpa versieht ihre Fotos mit Wasserzeichen, um unberechtigte Weiternutzung zu erschweren.

Der Unternehmenszweck der dpa ist laut Statut die Sammlung, Verarbeitung und Verbreitung von Nachrichten-, Archiv- und Bildmaterial jeder Art. Die Agentur verpflichtet sich, diese Aufgabe „unparteiisch und unabhängig von Einwirkungen und Einflüssen durch Parteien, Weltanschauungsgruppen, Wirtschafts- und Finanzgruppen und Regierungen“ zu erfüllen.
Die dpa verbreitet mit eigenen Korrespondenten weltweit Nachrichten in Text, Ton, Grafik und Bild. Seit 1979 können Kunden die Meldungen in einem genormten Meldungsformat an Computern empfangen.
Seit 1988 bezieht die dpa ihre weltweiten Nachrichten ausschließlich von eigenen Korrespondenten.

## Gesellschafter
Die rund 170 Gesellschafter der dpa sind ausschließlich Medienunternehmen wie Verlage und Rundfunkanstalten. Damit sind Gesellschafter und Kunden der dpa größtenteils identisch.
Die jeweiligen Gesellschafter können maximal 1,5 Prozent des Stammkapitals erwerben, sodass eine Einflussnahme einzelner Mehrheitsgesellschafter weitestgehend ausgeschlossen ist. Die Anteile der elektronischen Medien dürfen insgesamt 25 Prozent nicht überschreiten. Die Rundfunkanstalten NDR, WDR und das ZDF halten Anteile an der dpa in Höhe von jeweils 641.550 Euro. Dies entspricht einem Gesamtanteil von jeweils 3,8 Prozent des Gesamtkapitals. Zusammen halten die Rundfunkanstalten einen Gesamtanteil von 11,64 Prozent am Gesamtkapital. Im aktuellen Aufsichtsrat sind indessen mit Bettina Schausten (Stellvertretende Chefredakteurin und Leiterin Hauptredaktion Aktuelles, ZDF), Birgit Wentzien (Chefredakteurin des Deutschlandfunks), Joachim Knuth (NDR-Intendant), Nadja Scholz, Programmdirektorin der Deutschen Welle, und Achim Twardy (Aufsichtsratsmitglied der NDR-Tochterfirmen Studio Hamburg und NDR Media) 5 der 19 Aufsichtsratsmitglieder öffentlich-rechtlichen Sendeanstalten zuzuordnen.
Die Gebühr jeder Zeitung für den dpa-Dienst wird nach der Auflage bemessen. Zeitungen mit sehr hoher Auflage sind damit wirtschaftlich für die Agentur wichtiger als etwa die Lokalpresse. Seit Ende 2019 gilt für die dpa-Kerndienste ein neues Preismodell: Verkaufte Auflage und digitale Reichweite werden zusammengerechnet. Dabei wird Print im Verhältnis zu digital mit drei zu eins bewertet.

## Management
Vorsitzender der Geschäftsführung ist seit 20. Januar 2017 Peter Kropsch, dpa-Geschäftsführer ist Andreas Schmidt.
Kropsch übernahm den Vorsitz von Michael Segbers (Nachfolger von Walter Richtberg), der in Ruhestand ging.
Als Chefredakteur steht seit dem 1. Januar 2014 Sven Gösmann an der Spitze der Redaktion. Sein Vorgänger war vom 1. Januar 2010 bis 31. August 2013 Wolfgang Büchner, der als Chefredakteur zum Nachrichtenmagazin Der Spiegel wechselte. Vor Büchner hatte Wilm Herlyn die dpa-Redaktion von 1991 bis Ende 2009 geführt.

### Chefredakteure 1949 bis heute
- Fritz Sänger (1949–1959)
- Erich Eggeling (1959–1967)
- Hans Benirschke (1968–1990)
- Wilm Herlyn (1991–2009)
- Wolfgang Büchner (2010–2013)
- Sven Gösmann (seit 2014)

## Geschichte

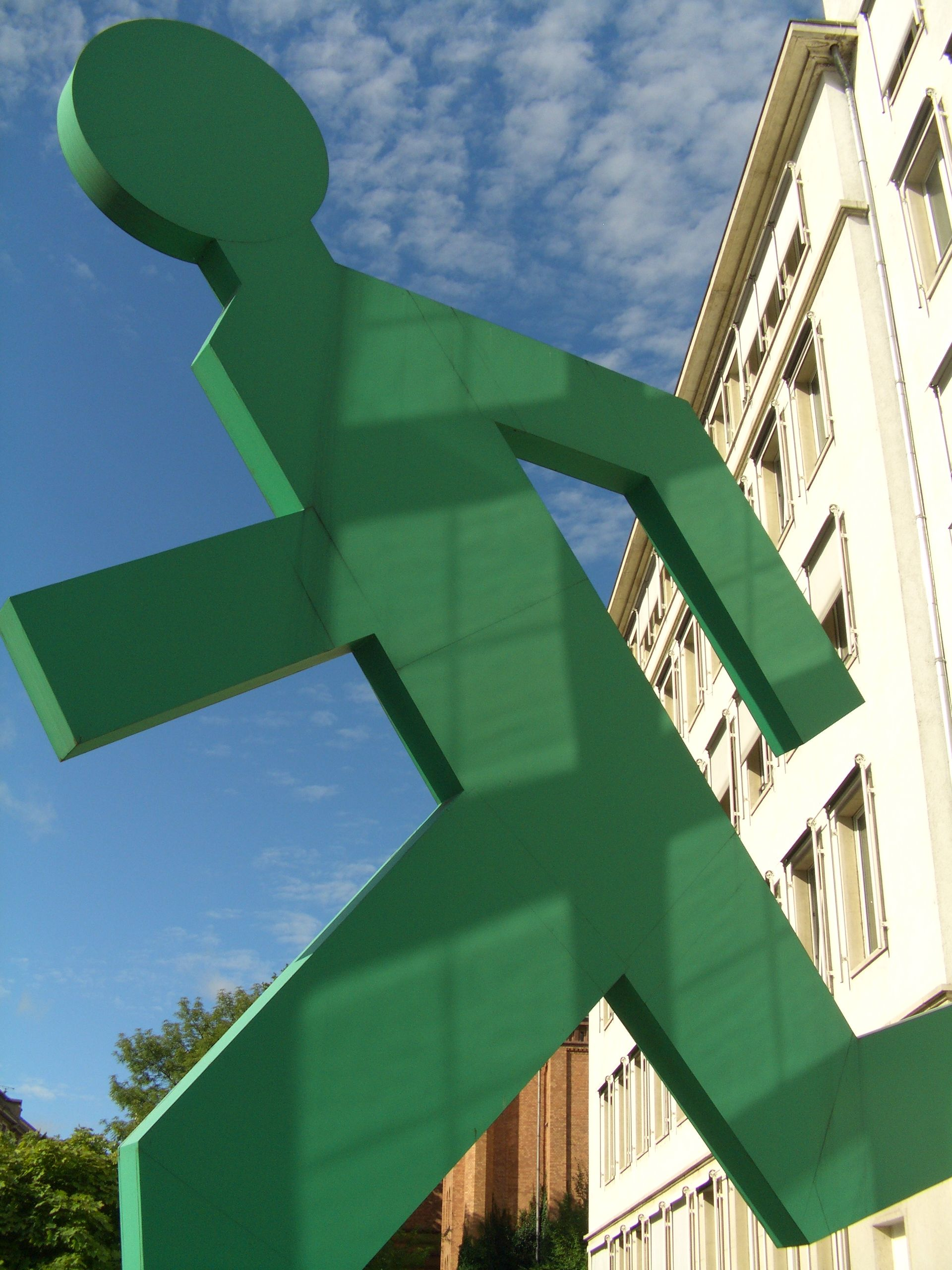
Skulptur „Mr. Quick“ von Ottmar Hörl vor dem Gebäude der dpa in Frankfurt Am Baseler Platz, Ecke Gutleutstraße. Aufgestellt im Oktober 1999 zum 50. Jubiläum der dpa.

Älteres Logo der dpa

Die dpa ging 1949 aus der Deutschen Nachrichtenagentur (Dena), dem Deutschen Pressedienst und der Süddeutschen Nachrichtenagentur (Südena) hervor. Sie wurde als genossenschaftliches Unternehmen am 18. August 1949 in Goslar gegründet. Das Bonner Büro leitete von 1949 bis 1951 (sowie von 1980 bis 1982) der Journalist und dpa-Korrespondent Werner Karsunky. Seit 1951 ist die Deutsche Presse-Agentur eine GmbH. Erster Chefredakteur und Geschäftsführer wurde Fritz Sänger, der Geschäftsführer bis 1955 und Chefredakteur bis 1959 war. Die erste Meldung ging am 1. September 1949 an die Redaktionen.
1986 gründete dpa die Global Media Services GmbH (gms). Diese kaufte 1988 ihren Konkurrenten „Globus Kartendienst GmbH“. Von Sommer 2010 bis Sommer 2023 arbeitete die Zentrale der dpa-Redaktionen an der Markgrafenstraße im historischen Zeitungsviertel Berlins, wo die bisherigen Zentralredaktionen aus Hamburg (Wort, Internet, Grafik), Frankfurt am Main (Bild) und Berlin (Wort, Bild, Audio & Video) zusammengefasst wurden. Aktuell ist die Zentralredaktion in der Rudi-Dutschke-Straße beheimatet. In Hamburg, wo vom September 1949 bis Juli 2010 eine alte Villa am Mittelweg in Rotherbaum das Zentrum der Redaktionen war, verblieben der Unternehmenssitz, der Standort der Geschäftsführung, der Vertrieb, die kaufmännische Abteilung, die Tochterunternehmen dpa-IT Services GmbH und news aktuell sowie die regionalen Redaktionen.

## Dienste

### Deutschsprachige Dienste
dpa-Basis- und dpa-Landesdienste veröffentlichen täglich zusammen rund 1.100 Beiträge aus aller Welt in den Ressorts Politik, Wirtschaft, Sport und Panorama (Vermischtes/Kultur). Über den Bildfunk werden den Kunden täglich im Schnitt 950 Fotos angeboten.
Die dpa-Kunden bekommen diese Dienste für eine pauschale Monatsgebühr (gestaffelt nach Größe des Mediums) angeboten, zusätzliche Kosten für die Verwendung der Inhalte fallen nicht an.
Der dpa-Basisdienst als wichtigstes Produkt ist der bedeutendste deutschsprachige Nachrichtendienst, dem dadurch eine bedeutende Funktion im Agenda Setting zukommt. Seit Jahrzehnten sind ihm praktisch alle deutschen Rundfunkanstalten und Tageszeitungen angeschlossen, diese können somit ohne eigene Korrespondenten und Redakteure über Geschehnisse in aller Welt berichten. Einzelne Regionalzeitungen bestellten vorübergehend die dpa-Dienste ab, so die Westdeutsche Allgemeine Zeitung als eine der größten zu Beginn der Wirtschaftskrise 2009 bis Dezember 2012.

### Fremdsprachendienste
dpa-Fremdsprachendienste gibt es in englischer, spanischer und arabischer Sprache. Der englische Dienst wird in Berlin und Sydney produziert, der spanische in Madrid und Berlin, der arabische Dienst hat seine Hauptredaktion in Kairo.
2008 wurde bekannt, dass die dpa im Frühling 2009 zusätzlich einen zweisprachigen Nachrichtendienst in türkischer und deutscher Sprache starten wird, der insbesondere zur stärkeren Berücksichtigung besonderer „Informationsinteressen türkeistämmiger Bürgerinnen und Bürger in Deutschland“ in deutschen Medien beitragen will. Der Dienst wurde schon nach neun Monaten wieder eingestellt.

## Ausgründungen und Kooperationen
Die Deutsche Presse-Agentur arbeitet bei der Beschaffung und der Verbreitung von Nachrichten mit mehreren anderen Agenturen zusammen, darunter ausländische Unternehmen wie die Austria Presse Agentur, mit der sie zusammen die Agentur dpa-AFX Wirtschaftsnachrichten unterhält, sowie die Schweizerische Depeschenagentur. Seit Anfang 2013 arbeitet dpa intensiv mit der Nachrichtenagentur Associated Press aus den USA zusammen und vermarktet AP-Dienste im deutschsprachigen Raum.
Seit 2002 wurde vom dpa-Bildchef Reiner Merkel die 100-prozentige Tochtergesellschaft Picture Alliance aufgebaut, eine Online-Plattform der sechs großen Bildagenturen akg-images, Bildagentur Huber, dpa-Bilderdienste, kpa photo archive, Okapia und Picture Press. Mittlerweile vermarkten rund 200 Partneragenturen ihr Bild-, Video- und Illustrationsmaterial über die dpa-Picture-Alliance.
Zu den 100-prozentigen dpa-Töchtern gehören außerdem dpa infografik GmbH, dpa-IT Services GmbH, Rufa Rundfunk-Agenturdienste, Agencia de Noticias dpa España SL, dpa English Services GmbH sowie news aktuell GmbH und die dpa-infocom GmbH. 2015 initiierte die dpa zudem den next media accelerator mit einem dazugehörigen Fonds.

## Marktstellung
Die Deutsche Presse-Agentur ist die mit Abstand größte Nachrichtenagentur Deutschlands. Sie steht hauptsächlich mit den deutschen Ablegern der ausländischen Nachrichtenagenturen Agence France-Presse und Thomson Reuters im Wettbewerb. Einzige Konkurrenz aus dem Inland stellen Spezialagenturen wie der Evangelische Pressedienst, die Katholische Nachrichten-Agentur und der Sport-Informations-Dienst dar.

## Kritik

### Richtigkeit von Meldungen
Nach dem Ausscheiden ihres Gründers Fritz Sänger geriet die Deutsche Presse-Agentur mehrfach in die öffentliche Kritik wegen Verbreitens ungeprüfter Falschmeldungen. Die bekanntesten Beispiele waren die Nachricht vom Tod Chruschtschows am 13. April 1964 und ein erfundenes Zitat Kossygins zur Wiedervereinigung Deutschlands im Dezember 1966. Bereits um 1970 wurden der Agentur zu große Regierungsnähe und entsprechende Färbung der Berichterstattung vorgeworfen, so 1969 in der ZEIT und 1971 im Spiegel.
Öffentlich entschuldigen musste sich die dpa unter anderem für Falschmeldungen über die Proteste gegen den G8-Gipfel in Heiligendamm (2007) und über den damaligen Wirtschaftsminister zu Guttenberg (2009). Die Rolle der dpa bei der Bluewater-Affäre 2009 führte intern zu neuen Regelungen über die Quellenangaben der verbreiteten Nachrichten. Manipulative Berichterstattung wurde der dpa jedoch auch noch 2012 in einem Blog vorgeworfen.

### Struktur
Schon 1969 bezog der DPA-Journalist Stefan Zickler/Manfred Steffens in der ZEIT im Rahmen seiner Kritik an der Struktur der Deutschen Presse die dpa ein. Durch die „totale Privatisierung der Agentur“ habe man die staatliche Manipulation wie in der NS-Zeit unmöglich gemacht, man habe so aber „nicht nur den Staat und die nach Majorisierung strebenden Standesgenossen (ausgeschlossen), sondern zugleich auch die gesamte Öffentlichkeit.“ Die dpa sei damit nur so frei und unabhängig, wie ihre rund zweihundert Gesellschafter es wollten: „Diese rund zweihundert Gesellschafter bestimmen selber, was unter der „Unabhängigkeit“ der ihnen gehörenden Agentur zu verstehen ist.“ Durch die maßgebliche Rolle des Chefredakteurs könnten die Verleger „mit der Besetzung eines einzigen Platzes bestimmen, wie die deutsche Presse informiert werden soll.“ Dies sei gefährlich, denn „je weniger Journalisten ausgetauscht zu werden brauchen, desto leichter gelingt die Gleichschaltung.“

### Qualitätsmängel
Die groß angelegte Studie der Otto Brenner Stiftung von Hans-Jürgen Arlt und Wolfgang Storz von März 2010 zum Thema „Wirtschaftsjournalismus in der Krise – Zum massenmedialen Umgang mit Finanzmarktpolitik“ betrachtete unter anderem eingehend die Arbeitsweise der dpa von Frühjahr 1999 bis Herbst 2009. Die Studie kommt zu dem Schluss, dass der tagesaktuelle deutsche Wirtschaftsjournalismus als Beobachter, Berichterstatter und Kommentator des Finanzmarktes und der Finanzmarktpolitik bis zum offenen Ausbruch der globalen Finanzmarktkrise schlecht gearbeitet habe. „Pfusch am Bau nennt man das im Handwerk.“ Die Informationsleistung von DPA in Sachen Finanzmarktpolitik sei „hoch defizitär“. Die Orientierung, die DPA in diesem Zusammenhang gibt, sei Desorientierung. „Der finanzmarktpolitische DPA-Journalismus ist Trivialjournalismus.“ Der Chefredakteur der dpa wies die Kritik in allen Einzelpunkten zurück. Die Auswahl der geprüften Artikel sei selektiv und das Ergebnis daher nicht repräsentativ.